# Bonnetan

Bonnetan este o comună în departamentul Gironde din sud-vestul Franței. În 2009 avea o populație de 810 de locuitori.

## Evoluția populației
| An        | 1975 | 1982 | 1990 | 1999 | 2006 | 2009 |
| --------- | ---- | ---- | ---- | ---- | ---- | ---- |
| Populație | 418  | 623  | 679  | 735  | 810  | 810  |